# ژانگ شین‌چنگ
ژانگ شین‌چنگ (چینی: 张新成؛ انگلیسی: Zhang Xincheng، زادهٔ ۲۴ اوت ۱۹۹۵)، همچنین با نام استیون ژانگ (انگلیسی: Steven Zhang) نیز شناخته می‌شود، بازیگر اهل چین است. اولین نقش اصلی او در درام دبیرستانی به نام دوستان هاکلبری من (۲۰۱۷) بود. ژانگ بیشتر به خاطر ایفای نقش در درام ورزشی اسکیت به سوی عشق و درام خانوادگی سریال برو جلو شناخته می‌شود که هر دو در سال ۲۰۲۰ پخش شدند و چندین جایزه به خاطر فعالیت‌هایش در همین سال، برنده شد.